# ビューティフル・インテンションズ
『ビューティフル・インテンションズ』（Beautiful Intensions）はメラニー・チズムのソロ3作目のアルバム。

## 概要
メラニー自身が立ち上げたレコード会社レッド・ガール・レコードの記念すべき1作目となるアルバム。このアルバムに先立って彼女の代表曲にもなる"Next Best Superstar"が2005年4月4日にリリースされ、その1週間後の4月11日にこのアルバムがリリースされる。（もちろん"Next Best Superstar"も収録されている。）ドイツ、スイス、オーストリアでゴールド・ディスクを、ポルトガルでプラチナ・レコード獲得した。「ファースト・デイ・オブ・マイ・ライフ」 ("First Day Of My Life") はフリオ・イグレシアスの息子、エンリケ・イグレシアスが歌詞を書き、ヨーロッパ各国でチャート1位になるなどヒットを記録した。

## トラック・リスト
1. "Beautiful Intentions"  – 3:52
2. "Next Best Superstar" – 3:29
3. "Better Alone" – 4:35
4. "Last Night on Earth" – 3:28
5. "You Will See" – 3:29
6. "Never Say Never" – 3:11
7. "Good Girl" – 4:07
8. "Don't Need This" – 3:50
9. "Little Piece of Me"　– 3:00
10. "Here and Now" – 4:29
11. "Take Your Pleasure" – 3:11
12. "You'll Get Yours" – 4:43
13. "First Day of My Life" – 4:04
14. "Runaway" - 3:24

## チャート順位変動
| 順位 | 24 | 53 | 91 | 136 |

| 順位 | 33 | 22 | 21 | 18 | 19 | 17 |

| 順位 | 6 | 1 | 1 | 1 | 1 | 1 | 1 | 1 | 1 | 1 | 2 | 5 | 8 | 10 | 12 | 9 | 8 | 12 | 18 | 21 | 27 |

| 順位 | 28 | 34 | out | out | out | out | out | 11 | 48 | out |